# GSC2359-692
GSC2359-692 — хімічно пекулярна зоря спектрального класу B9, що має видиму зоряну величину в смузі V приблизно 10,6.